# Julian Weber
Julian Weber, né le 29 août 1994, est un athlète allemand, spécialiste du lancer du javelot et champion d'Europe à Munich en 2022.

## Biographie
Il remporte la médaille d'or des championnats d'Europe juniors 2013, à Rieti, avec un lancer à 79,68 m, nouveau record personnel. Le 3 septembre 2016, il établit son record à 88,29 m à Berlin.
En mars 2017, il établit la meilleure performance mondiale de l'année provisoire avec 85,85 m lors de la Coupe d'Europe, mais il est contraint de mettre un terme à sa saison dès le 20 avril à la suite d'un ligament arraché à son coude droit.
Il se classe 6e des championnats du monde 2019 et 4e des Jeux olympiques de 2020.
Le 6 juin 2022, au cours des Fanny Blankers-Koen Games à Hengelo, il porte son record personnel à 89,54 m.
Le 21 août 2022, à Munich, il remporte les championnats d'Europe en réalisant 87,66 m à son quatrième essai, devançant sur le podium le Tchèque Jakub Vadlejch et le Finlandais Lassi Etelätalo
Le 16 mai 2025, à Doha, Julian Weber a explosé son record personnel en le portant de 89,54 m à 91,06 m, évidemment meilleure performance mondiale de l'année.

## Palmarès
| Date | Compétition                          | Lieu             | Résultat | Marque  |
| ---- | ------------------------------------ | ---------------- | -------- | ------- |
| 2013 | Championnats d'Europe juniors        | Rieti            | 1er      | 78,77 m |
| 2016 | Coupe d'Europe hivernale des lancers | Arad             | 1er      | 81,24 m |
| 2016 | Jeux olympiques                      | Rio de Janeiro   | 9e       | 81,36 m |
| 2016 | Ligue de diamant                     | Ligue de diamant | 3e       | détails |
| 2017 | Coupe d'Europe hivernale des lancers | Las Palmas       | 1er      | 85,85 m |
| 2018 | Coupe du monde                       | Londres          | 1er      | 82,80 m |
| 2018 | Ligue de diamant                     | Ligue de diamant | 6e       | 83,68 m |
| 2019 | Championnats du monde                | Doha             | 6e       | 81,26 m |
| 2021 | Jeux olympiques                      | Tokyo            | 4e       | 85,30 m |
| 2022 | Championnats du monde                | Eugene           | 4e       | 86,86 m |
| 2022 | Championnats d'Europe                | Munich           | 1er      | 87,66 m |
| 2023 | Jeux européens                       | Chorzów          | 1er      | 86,26 m |
| 2023 | Championnats du monde                | Budapest         | 4e       | 85,79 m |
| 2024 | Championnats d'Europe                | Rome             | 2e       | 85,94 m |
| 2024 | Jeux olympiques                      | Paris            | 6e       | 87,40 m |

## Records

### Record personnel
| Épreuve           | Marque  | Lieu | Date        |
| ----------------- | ------- | ---- | ----------- |
| Lancer du javelot | 91,06 m | Doha | 16 mai 2025 |

### Meilleures performances par année
| Année | Distance | Date               | Lieu       | Rang |
| ----- | -------- | ------------------ | ---------- | ---- |
| 2012  | 71,12 m  | 19 août 2012       | Wetzlar    | 313  |
| 2013  | 79,68 m  | 20 juillet 2013    | Rieti      | 57   |
| 2014  | 80,72 m  | 26 juillet 2014    | Ulm        | 42   |
| 2015  | 81,15 m  | 25 mai 2015        | Rehlingen  | 48   |
| 2016  | 88,29 m  | 3 septembre 2016   | Berlin     | 4    |
| 2017  | 85,85 m  | 11 mars 2017       | Las Palmas | 15   |
| 2018  | 86,63 m  | 18 août 2018       | Birmingham | 8    |
| 2019  | 86,86 m  | 9 août 2019        | Bydgoszcz  | 11   |
| 2021  | 87,03 m  | 9 septembre 2021   | Zurich     | 6    |
| 2022  | 89,54 m  | 6 juin 2022        | Hengelo    | 6    |
| 2023  | 88,72 m  | 8 juillet 2023     | Cassel     | 3    |
| 2024  | 88,64 m  | 1er septembre 2024 | Berlin     | 6    |